# Michael Nyman
Michael Laurence Nyman (nacido en Stratford, Londres, el 23 de marzo de 1944) es un pianista, musicólogo, crítico musical y compositor británico perteneciente al género musical neoclásico. Conocido sobre todo por las obras escritas durante su larga colaboración con el cineasta británico Peter Greenaway y también por su álbum multiplatino The Piano, perteneciente a la película homónima producida por Jane Campion en 1993. Las óperas que ha compuesto incluyen: The man who mistook his wife for a hat, Letters, Riddles and Writs, Noises, Sounds & Sweet Airs, Facing Goya, Man and Boy: Dada, Love Counts y Sparkie: Cage and Beyond. Además ha escrito seis conciertos, cuatro cuartetos de cuerda, y música de cámara creada para su banda Michael Nyman Band, con quienes realiza sus giras como pianista. En varias ocasiones ha declarado que prefiere componer óperas en comparación a otro tipo de música. En el 2008 publicó la banda sonora de la película Man on Wire, inspirada en su álbum de 2006, The Composer's Cut Series Vol. II: Nyman/Greenaway Revisited.

## Biografía

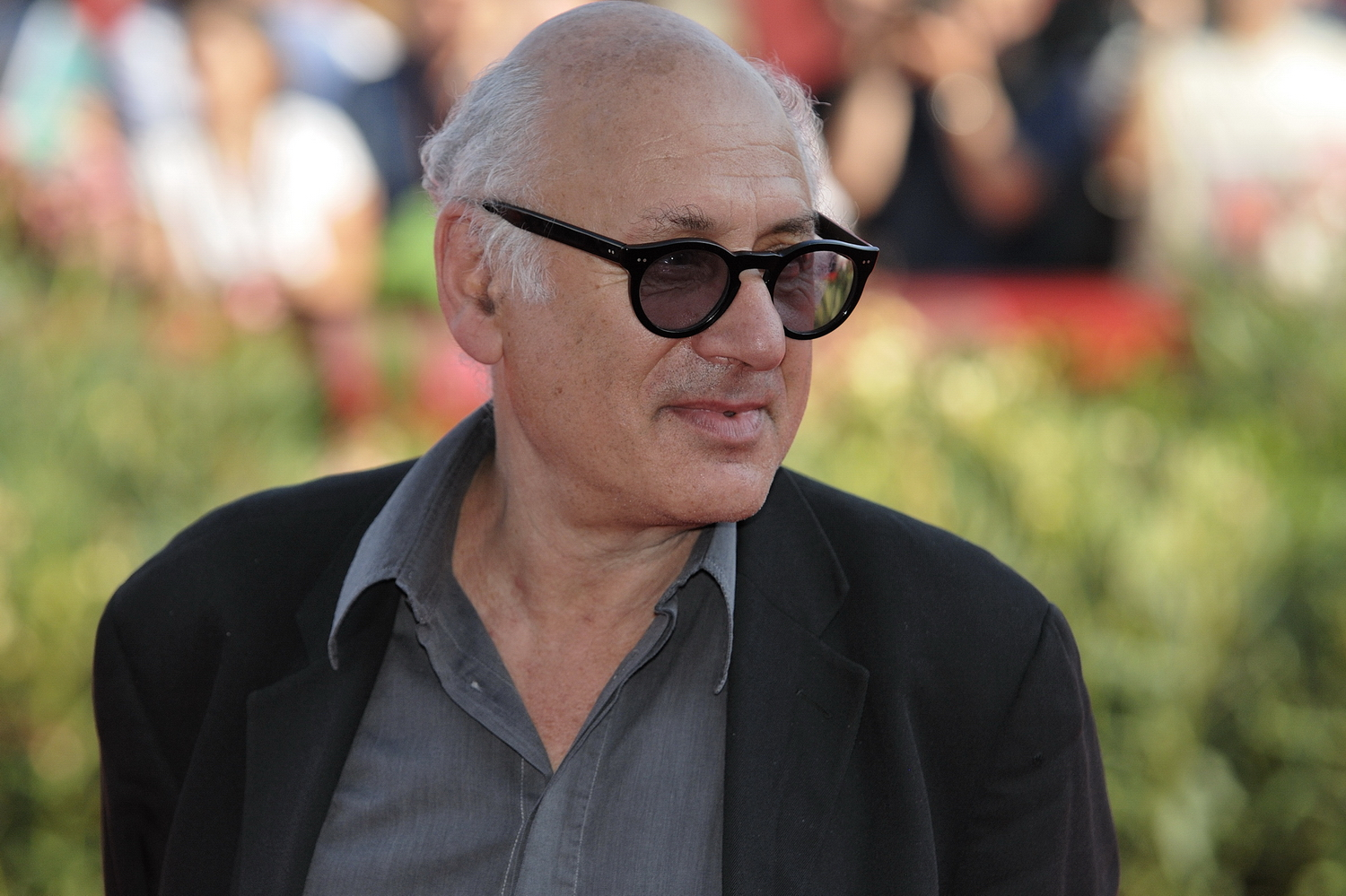
Michael Nyman

Michael Nyman nació en la zona de East London, en el seno de una familia de clase obrera, practicantes del judaísmo. Se ganaban la vida fabricando abrigos y prendas de piel. Durante su niñez vivió en la ciudad de Chingford, en la región de North East London, y en vez de asistir a sus lecciones de Benei Mitzvá, permanecía en el bus que lo transportaba, dirigiéndose hacia St Albans o Woolwich.
Nyman (que estudió con el académico Thurston Dart, experto en música barroca en el King's College de Londres) se ha inspirado frecuentemente en Música antigua en sus composiciones para los largometrajes de Greenaway: Henry Purcell en El contrato del dibujante y El cocinero, el ladrón, su mujer y su amante; Heinrich Ignaz Franz von Biber en Zoo (A Zed & Two Noughts); Mozart en Conspiración de mujeres (Drowning by Numbers) y John Dowland en Prospero's Books.
Su popularidad se disparó después de componer la banda sonora de la galardonada película de Jane Campion El Piano (1993). La banda sonora no fue nominada por la Academia a pesar de haberlo sido por la Academia Británica y para el Globo de Oro. Ha compuesto bandas sonoras para muchos otros filmes, la gran mayoría de ellos obras de autores independientes europeos. Sus pocas incursiones en la composición de bandas sonoras para Hollywood han sido Gattaca, Ravenous (con Damon Albarn) y The End of the Affair.
Las obras más conocidas de Nyman no dirigidas al cine son Noises, Sounds & Sweet Airs (1987) para soprano, alto, tenor y conjunto instrumental (basada en la banda sonora -también de Nyman- de La Princesse de Milan); Ariel Songs (1990) para soprano y banda; MGV (Musique á Grande Vitesse) (1993); conciertos para piano (basado en El Piano), clave, trombón y saxofón; la ópera The Man Who Mistook His Wife for a Hat (1986) (basada en un estudio de Oliver Sacks); así como diversos cuartetos de cuerda.
Muchas de las obras de Nyman han sido escritas para su propio conjunto, la Michael Nyman Band, creado en 1976 para una producción de Carlo Goldoni titulada Il Campiello. La orquesta estaba compuesta originalmente por instrumentos antiguos como el rebec y la chirimía junto a instrumentos modernos como el saxofón (incluido para conseguir un sonido lo más fuerte posible sin usar amplificación), pero pasó a usar un cuarteto de cuerda amplificado, tres saxofones, trombón bajo, bajo y piano, formación que ha sido modificada para algunos trabajos.
Nyman también escribió un trabajo seminal en 1974 sobre música experimental llamado Experimental Music: Cage and Beyond, que exploraba la influencia de John Cage en los compositores de música clásica europea. También es reconocido por haber sido el inventor del término "minimalismo" a la música, en un artículo de 1968 en The Spectator sobre el compositor inglés Cornelius Cardew.
Ha grabado música pop, con los Flying Lizards.

## Filmografía seleccionada
- El contrato del dibujante, 1982
- Zed y dos ceros, 1985
- The Disputation, 1986
- Conspiración de mujeres, 1988
- El cocinero, el ladrón, su mujer y su amante, 1989
- Monsieur Hire, 1989
- El marido de la peluquera, 1990
- Prospero's Books, 1991
- El piano, 1993
- Carrington, 1995
- El diario de Ana Frank, 1995
- Rey de Alisos, 1996
- Gattaca, 1997
- Magia total, 1998
- Voraz, 1999
- Fin del asunto, 1999
- País de las maravillas, 1999
- Królowie życia (El reclamo), 2000
- Jestem, 2005
- Trabajo de guerra, 2015

### Audiciones
- Audio en el Internet Archive.

- Datos: Q313639
- Multimedia: Michael Nyman / Q313639